# Амадеїти
Амадеіти, або Орден малих братів св. Франциска (італ. Amadeiti) — узагальнена назва членів одного з реформованих напрямків францисканського чернечого ордену. Назва цього ордена походить від імені його засновника Амадея Португальського. Цей напрям францисканського ордена існував у 1464–1568 роках.

## Історія
Реформований напрям францисканського ордену амадеїтів було засновано в 1464 році Амадеєм Португальським, який, звернувшись до генерала францисканського ордена, отримав від нього дозвіл утворити нову францисканську громаду. Перший монастир францисканців реформованих був заснований у Кастелліоне. Амадей Португальськаий прагнув повернутися до суворішого і аскетичного життя ченців. Реформа Амадея Португальського розповсюдилася і на інші францисканські монастирі, що призвело до протестів звичайних францисканців, що побоювалися подальшого поділу ордена.
Проте незабаром (коли Амадей був при смерті) виникла занроза розколу ордену (цьому сприяли архієпископ Болоньї і герцог Мілану), і тому 22 травня 1470 року папа римський Павло II випустив буллу «Inter caetera desiderabilia», якою затвердив діяльність амадеітів і дав право власного вибору настоятеля незалежно від францисканців.
Його наступник Римський папа Сікст IV дозволив амадеітам буллою «Pastoris aeterni» від 24 березня 1472 року приймати в свої монастирі францисканців, які бажають слідувати ідеям Амадея Португальського. Сікст IV призначив Амадея Португальського своїм секретарем і сповідником. У 1472 році Амадей Португальський переїхав в Рим, де він заснував новий монастир амадеітів.
Пізніше папа Інокентій VIII надано право реформувати монастир Сан-Хінес-де-ла-Хара, недалеко від Картахени в 1493 році, що потім привело до ще більших годінь з боку францисканців. 29 травня 1517 року Римський папа Лев X, випустивши буллу «Ite et vos», приєднав амадеітів до іншого реформованого напрямку францисканців — обсервантів. Перебуваючи серед обсервантів, амадеіти деякий час мали певну незалежність до 23 січня 1568 року, коли папа римський Пій V видав буллу «Beati Christi salvatoris», якою надав обсервантам повну опіку над амадеїтами.

## Джерело
- Guerrino Pelliccia e Giancarlo Rocca (curr.), Dizionario degli Instituti di Perfezione (DIP), 10 voll., Edizioni paoline, Milano 1974—2003.